# Gus Owen
Gus A. Owen (geboren am 2. Dezember 1933 in Checotah, Oklahoma; gestorben am 17. Dezember 2022 in Dallas) war ein amerikanischer Geschäftsmann. Er war Mitglied der amerikanischen Regulierungsbehörde Surface Transportation Board.

## Leben
Gus Owen wuchs auf einer Pacht-Farm in Oklahoma auf. Mit 15 Jahren übersiedelte er nach Kalifornien und begann auf den Orangenfeldern zu arbeiten. Er diente von 1952 bis 1955 im Marine Corps und nahm am Koreakrieg teil. Danach besuchte er bis 1960 mehrere Colleges. Daneben war er als Arbeiter und Angestellter bis 1965 bei verschiedenen Unternehmen beschäftigt.
Von 1965 bis 1970 arbeitete er in leitender Position für die Republikanische Partei in Kalifornien. Unter anderem organisierte er die Wahlkampagnen für Richard Nixon, Barry Goldwater und Ronald Reagan in Kalifornien und den westlichen Bundesstaaten. 1971 gründete er das Immobilienunternehmen Owen Properties Inc.
Zwischen 1972 und 1978 war er Mitglied der California State Building Standards Commission. Von 1981 bis 1984 war er Vorsitzender des Kredit- und Prüfungskomitees der Bank Seaside Savings and Loan. 1991 wurde er Mitglied der California Fish and Game Commission. 1994 wurde er von US-Präsident Bill Clinton für die Interstate Commerce Commission nominiert und vom Senat der Vereinigten Staaten bestätigt. Sein Amt trat er am 4. Oktober 1994 an. Bis zum Ende dieser Behörde am 31. Dezember 1995 war er für diese tätig. Anschließend war er ab 1. Januar 1996 bis zum 31. Dezember 1998 Mitglied des ersten Leitungsgremiums der neu geschaffenen Regulierungsbehörde Surface Transportation Board. Sein Nachfolger wurde Wayne O. Burkes. Während seiner Amtszeit erfolgte unter anderem die Fusion der Union Pacific Corporation mit der Southern Pacific Transportation.
Nach dem Ausscheiden aus der Regierungsbehörde betrieb er sein Immobilienunternehmen weiter. In seiner Freizeit trainierte er Junioren-Fußball-Mannschaften.
Gus Owen war seit 1989 verheiratet mit Kathryn Thompson und hat drei Kinder. Er lebte im Orange County in Kalifornien.